# Ливермаш
Ливермаш (англ. Livermush или Liver Mush) — пищевой продукт, кулинарное изделие и блюдо из свинины на юге США, приготавливаемый из свиной печени, частей свиных голов, кукурузной муки и специй. Это продукт региональной кухни, распространённой в Северной Каролине, особенно в её западной части.
Напоминает очень плотный печёночный паштет или мясной пудинг. Обычно его едят на завтрак и обед. Ливермаш происходит от продукта из свиных обрезков и кукурузной муки — скрапла, имеющего немецкие корни. По закону Северной Каролины ливермаш должен состоять как минимум на 30 % из свиной печени. В Северной Каролине существует несколько фестивалей, посвящённых этой еде, самый главный из которых проводится в городе Шелби.
Название происходит от двух слов: англ. liver — печень, и англ. mush — разновидность каши из кукурузной муки, которую обычно варят на воде или молоке, дают застыть, затем разрезают и обжаривают на сковороде.
Хотя ливермаш иногда считают тем же, что и печёночный пудинг, он обычно содержит больше кукурузной муки и имеет более грубую текстуру. Обычно его готовят по другому рецепту, чем печеночный пудинг.

## Обзор
Ливермаш состоит из свиной печени, частей головы свиньи, таких как морда и уши, кукурузной муки и приправ. Его обычно приправляют перцем и шалфеем. Все мясные ингредиенты готовят, а затем измельчают, после чего добавляют кукурузную муку и приправы. Из конечной смеси формуют буханки, которые затем охлаждают. Обычно он имеет низкое содержание жира и высокое содержание белка.
Это региональное блюдо, которое обычно встречается в западной части Северной Каролины, а также присутствует в центральной части Северной Каролины. Он также употребляется в других частях штата, а также доступен в некоторых районах других штатов, таких как Джорджия, Вирджиния и районы Флориды. Ливермаш массово производится в Шелби, Северная Каролина, двумя компаниями по упаковке мяса, Jenkins Foods и Mack’s Liver Mush and Meat Co., которые распространяют его в различные штаты.
Ливермаш готовят, отрезая кусками как ломти хлеба и обжаривают до образования золотисто-коричневой корочки. На завтрак его подают вместе с кашей и яйцами. На обед из него можно приготовить бутерброд с майонезом, виноградным желе или горчицей, поджарить или оставить холодным. По мере роста популярности ливермаш стал использоваться в качестве ингредиента в таких блюдах, как омлеты и пиццы.

## История

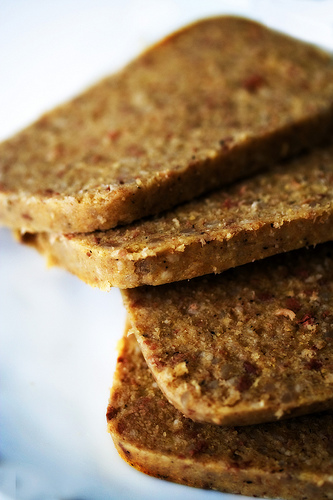
Скрапл

Ливермаш происходит от похожего продукта скрапл, который был привнесён в американскую кухню немецкими поселенцами, мигрировавшими на юг через Аппалачи в 1700-х годах. Скрапл появился в Филадельфии с кухней пенсильванских немцев, и представлял собой буханку из вареных свиных субпродуктов, с кукурузной или гречневой крупой, обычно приправленную шалфеем и перцем. После охлаждения буханку нарезали ломтиками, их обжаривали и подавали с соусом. Скрапл, в свою очередь, восходит к блюду панхас, готовящемуся в период забоя свиней. В то время как мясные части свиньи превращались в сосиски или бекон, субпродукты, включая кровь, шли на панхас — чёрный или кровяной пудинг (колбасу), белой (бескровной) разновидностью которого являлся скрапл. В немецком блюде не было кукурузной муки, потому что кукурузу ещё не выращивали в Европе. Одним из главным отличий ливермаша от скрапла является то, что скрапл, как правило, содержит существенно меньше печени с своём составе, вплоть до её полного исключения.
Ливермаш также пользовался популярностью во время Великой депрессии, поскольку был дешёвой заменой мясу. Многие семьи в западной части Северной Каролины готовили это блюдо дома. В тех местах и зародился бизнес по производству ливермаша в промышленном масштабе. Все пять основных коммерческих производителей ливермаша: «Corriher’s», «Hunter’s», «Jenkins», «Mack’s» и «Neese’s» — базируются в округах Западной Северной Каролины.
В 1930-х и 1940-х годах пятифунтовая пачка ливермаша стоила около 10 центов. Сегодня по закону Северной Каролины настоящий ливермаш должен состоять как минимум на 30 % из свиной печени.

## Фестивали
В Шелби, штат Северная Каролина, ежегодно в октябре проводится Ливермашский фестиваль (выставку) (англ. North Carolina’s Official Fall Liver Mush Festival , англ. Shelby Livermush Festival, англ. Livermush Expo), который начался в 1987 году и посвящён этому уникальному деликатесу. В том же году совет уполномоченных округа Кливленд и городской совет Шелби приняли резолюции, провозглашающие, что «ливермаш — самое вкусное, самое экономичное и самое универсальное мясное блюдо» (англ. «livermush is the most delicious, most economical and most versatile of meats»). На этом мероприятии проводят конкурсы по поеданию ливермаша и по приготовлению ливермаша и блюд с ним связанных, конкурсы рецептов, исполняется живая музыка, проводят конкурсы домашних питомцев, участвуют десятки продавцов продуктов питания, напитков и товаров народного промысла. Фестивали ливермаша проходят и в других городах Северной Каролины, включая Дрексел и Мэрион.